# موترو
موترو هي مدينة في رومانيا، مقاطعة غورج.
تقع موترو على نهر موترو في غرب أولتينيا. عاصمة المقاطعة ترجو جيو تبعد 35 كلم شمال شرق موترو. تدير المدينة 8 قرى: دالو بوميلور، هوراشتي، إنسوراتسي، ليوردا، لوبويتسا، بلوشتينا، روشيوتسا، وروبا.

## التاريخ
تم إنشاء بلدية موترو بموجب قرار إداري عام 1966 على أراضي الكميونة السابقة بلوشتينا، جنباً إلى جنب مع سبع قرىً أخرى، كلها أصبحت جزءً من المدينة الجديدة. وكان السبب وراء قرار إنشاء المدينة هو استثمار رواسب الفحم الموجودة في المنطقة.
المنطقة كانت مأهولة بالسكون على الأقل منذ عهد الإمبراطورية الرومانية, ففي حي ليوردا في عام 1964 تم العثور على نقود فضية من عهد الإمبراطور سيبتيموس سيفيروس (193-211). أقدم مستوطنة موثقة على أراضي المدينة الحالية هي بلوشتينا (منذ عام 1385).
ذكرت مدينة أموتريا الداقية في المصادر القديمة مثل جغرافية بطليموس (150م) واللوحة البويتينغرية (القرن الثاني الميلادي)، ويحتمل أن تكون وضعت هنا. الاسم نفس الاسم القديم لنهر موترو.  بعد أن قام الرومانيون بفتح داقية، كانت أموتريا جزءاً من شبكة طرق هامة، بين دروبتس وبيليندافا.

## الحاضر
تم الاعتراف بموترو كبلدية في عام 2000.
التنقيب عن المعادن هو الصناعة الرئيسية في المدينة. الزراعة والثروة الحيوانية مهمة أيضا، خصوصا في القرى الملحقة بها.
في تعداد عام 2011، كان عدد السكان 18142، وتشمل على 17988 رومانيون، 38 هنغاريون، 83 غجر، و3 ألمان.
التركيبة العرقية في مدينة موترو

## وسائل النقل
موترو لديها خط سكك حديدية على الطريق المؤدي من ستريهايا، والتي تم تنفيذها في عام 1962. تسافر قطارات الركاب إلى كرايوفا عدة مرات يومياً. بالإضافة إلى ذلك، هناك خطوط حافلات في عاصمة المقاطعة ترجو جيو. موترو تقع على الطريق الوطني رقم 67 الموصل من دروبيتا تورنو سيفيرين إلى رمينكو فيلتشا.

## وصلات خارجية
- Schütte، Gudmund (1917). Ptolemy's maps of northern Europe: a reconstruction of the prototypes. Copenhagen: H. Hagerup. مؤرشف من الأصل في 2011-06-29. {{استشهاد بكتاب}}: الوسيط |ref=harv غير صالح (مساعدة)